# Hemiceras joinvillia
Hemiceras joinvillia är en fjärilsart som beskrevs av William Schaus 1928. Hemiceras joinvillia ingår i släktet Hemiceras och familjen tandspinnare. Inga underarter finns listade i Catalogue of Life.